# Roccagorga
Roccagorga es una localidad italiana de la provincia de Latina, región de Lazio, con 4.689 habitantes.

## Evolución demográfica
| Gráfica de evolución demográfica de Roccagorga entre 1861 y 2001 |
|                                                                  |
| Fuente ISTAT - elaboración gráfica de Wikipedia                  |